# Městská knihovna Kralupy nad Vltavou
Městská knihovna Kralupy nad Vltavou je univerzální veřejná knihovna v Kralupech nad Vltavou. Nachází se v přízemí Základní školy Kralupy nad Vltavou, Jodlova 111. Knihovna je místem, kde se pořádají různé přednášky, prezentace, autorské čtení, ale i virtuální výuka pro seniory, kterou zřizuje Univerzita třetího věku České zemědělské univerzity.

## Historie knihovny
V roce 1880 byla založena Řemeslnicko-čtenářská beseda. O sedm let později byla knihovna prohlášena za veřejnou. V letech 1892–1956 byl čelní postavou knihovny Jan Rys, inspektor severozápadní dráhy. V roce 1921 vedení Řemeslnicko-čtenářské besedy předalo knihovnu městu a přejmenovala se na Husovu veřejnou knihovnu. V roce 1945 byla knihovna poničena při náletu na Kralupy. Dva roky na to knihovnu zasáhly záplavy. V roce 1958 se knihovna přestěhovala do Jodlovy ulice č. 111. Okolo roku 2000 se také otevřela studovna, začalo počítačové zpracování fondu, všechny knihy se vybavily čárovými kódy a byl zpřístupněn internet. Při povodních roku 2002 byla zaplavena knihovna téměř do výšky dvou metrů a přišla o všechno vybavení. Od roku 2004 se knihovna zapojuje do různých celorepublikových akcí. V roce 2011 se zrušila pobočka knihovny v městské části Lobeček. Od roku 2013 si mohou čtenáři půjčovat čtečky elektronických knih. Od roku 2014 je v knihovně také Wi-Fi.

## Oddělení knihovny
Knihovna se skládá ze tří oddělení:
- Oddělení pro dospělé
- Oddělení dětské
- Studovna a čítárna

## Služby
- E-knihy
- Národní digitální knihovna
- Zvukové knihy
- Deskové hry
- Meziknihovní výpůjční služba
- Veřejný internet
- Wi-Fi připojení a možnost zapůjčení tabletu
- Kopírování a laminování pro veřejnost
- Čtečka e-knih
- Donášková služba
- Biblio-box – bezkontaktní vrácení knih
- Kniha do vlaku – bezplatné a volné půjčování knih, regál se nachází na kralupském nádraží